# Hebert Hoyos
Hebert Hoyos Ayala (Camiri, 29 de abril de 1958) es un exfutbolista boliviano que se desempeñaba como guardameta.

## Trayectoria
Desarrollo la mayor parte de su carrera en Oriente Petrolero, club con el que fue campeón en 1979 y 1990. También reforzó a Guabirá en 1983 y Destroyers en 1986.
Se retiró en 1992 a sus 34 años atajando para ORCOBOL.

## Selección nacional
Hoyos jugó un total de 15 partidos con la Selección Boliviana en el período 1979-1985. Debutó el 2 de agosto de 1979 en un partido amistoso contra la Selección Paraguaya.
Ese año jugó un encuentro en la Copa América 1979.

### Participaciones en la Copa América
| Copa              | Sede          | Resultado    | PJ | G |
| ----------------- | ------------- | ------------ | -- | - |
| Copa América 1979 | Sin sede fija | Primera fase | 1  | 0 |

## Clubes
| Club              | País    | Año         |
| ----------------- | ------- | ----------- |
| Oriente Petrolero | Bolivia | 1975 - 1982 |
| Guabirá           | Bolivia | 1983        |
| Oriente Petrolero | Bolivia | 1984 - 1985 |
| Destroyers        | Bolivia | 1986        |
| Oriente Petrolero | Bolivia | 1987 - 1991 |
| ORCOBOL           | Bolivia | 1992        |

## Palmarés

### Títulos nacionales
| Título           | Club              | Año  |
| ---------------- | ----------------- | ---- |
| Primera División | Oriente Petrolero | 1979 |
| Primera División | Oriente Petrolero | 1990 |